# Ndrek Luca
Ndrek Luca, född den 3 september 1927 i Shkodra i Albanien, död den 13 januari 1993 i Tirana i Albanien, var en albansk skådespelare som medverkat i 30 filmer.